# Горст Еккель
Горст Еккель (нім. Horst Eckel, 8 лютого 1932, Брухмюльбах-Мізау — 
3 грудня 2021) — німецький футболіст 1950-х років, що грав на позиції півзахисника за «Кайзерслаутерн» та національну збірну Німеччини, з якою став чемпіоном світу 1954 року.

## Клубна кар'єра
Народився 8 лютого 1932 року в місті Брухмюльбах-Мізау. Вихованець футбольної школи місцевого клубу «Фогельбах».
У дорослому футболі дебютував 1949 року виступами за команду клубу «Кайзерслаутерн», в якій провів одинадцять сезонів, взявши участь у 214 матчах чемпіонату. 1951 року допоміг команді уперше в історії вибороти титул чемпіона Німеччини, а за два роки, у 1953, «Кайзерслаутерн» з Еккелєм у складі повторила це успіх.
1960 року 28-річний футболіст завершив виступи у «Кайзеслаутерні» і став гравцем нижчолігового «Рехлінга» (Фельклінген), в якому грав до 1966.

## Виступи за збірну
1952 року дебютував в офіційних матчах у складі національної збірної Німеччини. Протягом кар'єри у національній команді, яка тривала 7 років, провів у формі головної команди країни 32 матчі.
У складі збірної був учасником чемпіонату світу 1954 року у Швейцарії, здобувши того року титул чемпіона світу, чемпіонату світу 1958 року у Швеції.

## Кар'єра тренера
Розпочав тренерську кар'єру невдовзі по завершенні кар'єри гравця, 1967 року, очоливши тренерський штаб клубу «Рехлінг» (Фельклінген), з командою якого пропрацював протягом одного сезону. Згодом опанував професію вчителя

## Титули і досягнення
- Чемпіон світу (1):

1954
- Чемпіон Німеччини (2):

1950-51, 1952-53

## Статистика
Статистика виступів на чемпіонатах світу:
| №  | Турнір  | Команда | Рахунок | Суперник          | Автори голів                                                    |
| -- | ------- | ------- | ------- | ----------------- | --------------------------------------------------------------- |
| 1  | ЧС-1954 | ФРН     | 4:1     | Туреччина         | Шефер, Клодт, О. Вальтер, Морлок — Мамат                        |
| 2  | ЧС-1954 | ФРН     | 3:8     | Угорщина          | Пфафф, Ран, Геррманн — Кочиш (4), Пушкаш, Хідегкуті (2), Й. Тот |
| 3  | ЧС-1954 | ФРН     | 7:2     | Туреччина         | О. Вальтер, Шефер (2), Морлок (3), Ф. Вальтер — Ертан, Лефтер   |
| 4  | ЧС-1954 | ФРН     | 2:0     | Югославія         | Хорват (а/г), Ран                                               |
| 5  | ЧС-1954 | ФРН     | 6:1     | Австрія           | Шефер, Морлок, Ф. Вальтер (2), О. Вальтер (2) — Пробст          |
| 6  | ЧС-1954 | ФРН     | 3:2     | Угорщина          | Морлок, Ран (2) — Пушкаш, Цибор                                 |
| 7  | ЧС-1958 | ФРН     | 3:1     | Аргентина         | Ран (2), Зеелер — Корбатта                                      |
| 8  | ЧС-1958 | ФРН     | 2:2     | Північна Ірландія | Ран, Зеелер — Макпарланд (2)                                    |
| 9  | ЧС-1958 | ФРН     | 1:0     | Югославія         | Ран                                                             |
| 10 | ЧС-1958 | ФРН     | 1:3     | Швеція            | Шефер — Скоглунд, Грен, Хамрін                                  |